# Иванов, Всеволод Николаевич
Всеволод Николаевич Иванов (1912 год, Киев — 29 октября 1950) — 2-й секретарь ЦК Комсомола (1945—1949).

## Биография
Учился в Ленинградским институте электротехнической промышленности, работал как ассистент, преподаватель и руководитель отдела Научно-исследовательского центра Ленинградского электротехнического института, в 1937 был секретарем комитета Комсомола этого института.
С 1931 года — член ВКП(б). С февраля по октябрь 1940 года был 2-м секретарем Куйбышевского районного комитета комсомола в Ленинграде, с октября 1940 по февраль 1944 г. — 1-м секретарем Ленинградского обкома Комсомола, а с октября 1944 до мая 1945 года — секретарем Ленинградского горкома комсомола по вопросам пропаганды и агитации.
С 29 ноября 1945 года по 29 марта 1949 года был 2-м секретарем ЦК Комсомола, а с марта по ноябрь 1949 года — инспектором ЦК ВКП(б).
4 ноября 1949 года был арестован, 28 октября 1950 года был приговорён к смертной казни Военной Коллегией Верховного Суда СССР в связи с Ленинградским делом и на следующий день расстрелян.
26 мая 1954 г. посмертно реабилитирован.

## Награды
- Орден Ленина (28.10.1948)
- Орден Отечественной Войны I степени (05.12.1944)
- Орден Трудового Красного Знамени (14.04.1944)
- Орден Красной Звезды (08.12.1942)

## Память
Упомянут на Памятнике руководителям Ленинграда и Ленинградской области на Донском кладбище в Москве.